# Kuge
Kuge su naseljeno mjesto u sastavu općine Srebrenika, Federacija Bosne i Hercegovine, BiH. 

## Stanovništvo
| Kuge               |       |
| godina popisa      | 1991. |
| Bošnjaci           | 468   |
| Srbi               | 0     |
| Hrvati             | 2     |
| Jugoslaveni        | 5     |
| ostali i nepoznato | 5     |
| ukupno             | 480   |